# سومو

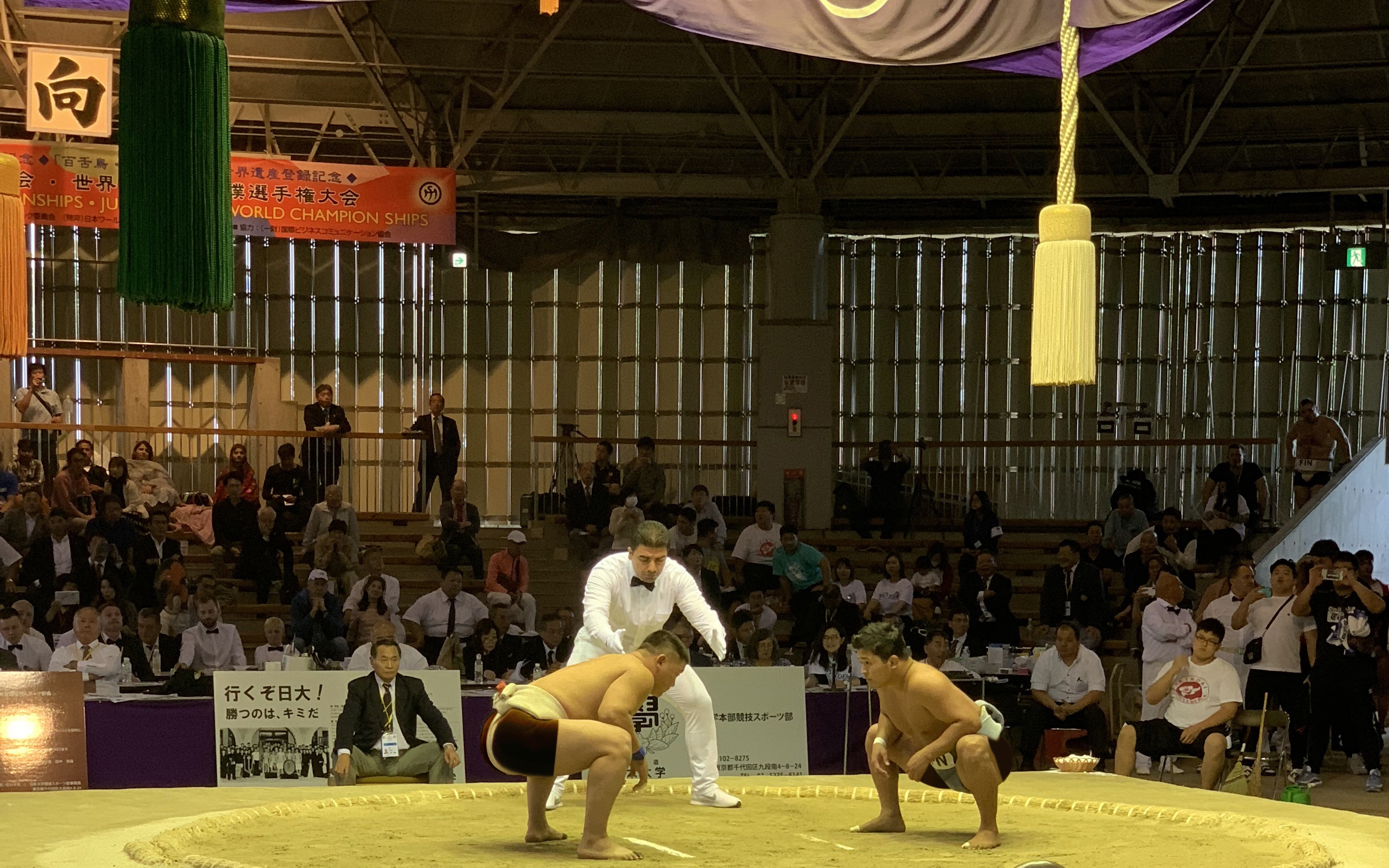
بیست و سومین دوره مسابقات قهرمانی سومو جهان اوزاکا، ژاپن ۲۰۱۹ - فینال وزن ۱۰۰ کیلوگرم بین ژاپن و مغولستان

سومو (به ژاپنی: 相撲) یک رشته باستانی از ورزش کشتی است که در آن وزن، اندازه و قدرت در درجه اول اهمیت قرار دارد. اگرچه سرعت و یورش ناگهانی نیز مفید است. هدف شرکت‌کنندگان این است که حریف خود را از رینگ (به قطر ۴ متر و ۶۰ سانتی‌متر) بیرون انداخته یا او را وادار کنند تا یکی از اعضای بدن خود را بر زمین گذارد.
در سال ۱۹۹۴، انجمن سومو ژاپن ملزم شد که تمام کشتی گیران سومو حداقل ۱۷۳ سانتی‌متر (۵ فوت ۸ اینچ) داشته باشند.
سومو حرفه ای به شش بخش طبقه‌بندی می‌شود که کشتی گیران بر اساس شایستگی و برد و باخت خود در مسابقات رسمی، در داخل و بین این بخش‌ها قرار می‌گیرند. هرچه رتبه کشتی‌گیر در یک بخش بالاتر باشد، سطح عمومی حریفانی که باید با آن روبرو شود قوی تر می‌شود. طبق سنت ، هر رتبه ای به شرقی و غربی تقسیم می‌شود و شرقی کمی معتبرتر است و کمی بالاتر از همتای غربی خود قرار دارد. تقسیمات، به ترتیب سلسله مراتب از بالاترین به پایین‌ترین، به شرح زیر است:
ماکوچی (به انگلیسی:Makuuchi) یا ماکونچی (به انگلیسی: Makunouchi): بالاترین رتبه در سومو است. این اسم به معنای واقعی کلمه به معنای «طناب افقی» است و بهترین سوموکاران این بخش در راس سلسله مراتب کشتی سومو قرار می‌گیرند که یوکوزانا نامیده می‌شوند.
از ژانویه سال ۲۰۱۷ مجموعاً ۷۲ کشتی‌گیر سومو موفق به کسب این مقام شده‌اند.
در حال حاضر تنها یوکوزونا این ورزش، آساشوریو آکینوری (Asashoryu) می‌باشد که زاده کشور مغولستان است. هنگامی که یک کشتی‌گیر به مقام و مرتبه یوکوزونا می‌رسد، نمی‌تواند آن را کنار بگذارد، اما با گذشت زمان و پایین آمدن درجه توانایی و قدرت یوکوزونا، وی خود بازنشسته می‌شود.
جوریو (به انگلیسی: 十両) (Jūryō: به ژاپنی): دومین سطح و به معنای «ده ریو» en:Ryō یا (به انگلیسی jūmaime) (به ژاپنی :十枚目) به معنای «دهمین قرار»
ماکوشیتا (به ژاپنی :幕下) (به انگلیسیMakushita) به معنای زیر پرده
ساندانمه (به انگلیسی :Sandanme) (به ژاپنی :三段目)
جونیدان (به انگلیسی:Jonidan) (به ژاپنی: 序二段)
جونوکوچی (به ژاپنی Jonokuchi) (序の口)

## تاریخچه
تاریخ‌نگاران و تاریخ‌نویسان معتقدند که قدمت ورزش کهن سومو (sumo) به دو هزار سال پیش بازمی‌گردد، اگرچه مانند بسیاری از ورزش‌های گروهی ژاپنی هرگز به عنوان یک ورزش پیشرفته و حرفه‌ای تا سده ۱۶۰۰ مطرح نشد و در کل از قوانین دست و پاگیر و سنتی برخوردار بود که تا حدی آن را از سایر ورزش‌ها متمایز می‌کرد.
نقاشی‌های دیواری ماقبل تاریخ نشان می‌دهد که سومو از رقص در دعا برای برداشت خوب محصول در آیین‌های کشاورزی سرچشمه گرفته‌است.
نخستین نبرد سومو که مورد تأیید تاریخی است، در سال ۶۴۲ در دربار امپراتریس کوگیوکو برگزار شد تا یک نماینده کره‌ای را سرگرم کند. در قرنهای بعد، محبوبیت سومو در دربار، اهمیت تشریفاتی و مذهبی آن را افزایش داد.
گمان می‌شود که قدمت کشتی سومو در ژاپن به ۱۵۰۰ سال پیش می‌رسد.
ژاپنی‌ها اغلب از سومودو (یکی از شاخه‌ها ی سومو) به عنوان بوشیدوی مدرن (Bushido) [یکی از شاخه‌های سامورایی] نام می‌برند و بسیار به آن می‌بالند.
کشتی سومو از جهاتی شباهت‌هایی با کشتی رومی- یونانی نیز دارد، و دارای وجوه اشتراک نیز با جودو و آی کیدو (Aikido) است.

## سومو در ایران
این رشته ورزشی توسط جاسم منوچهری در ایران بنیان نهاده شد و تحت پوشش انجمن سومو ایران به ریاست وی که از سال ۲۰۱۱ تاکنون به عنوان تنها نهاد ملی عضو فدراسیون بین‌المللی سومو شناخته می‌شود، در سطح کشور فعالیت می‌کند.
از مهم‌ترین دستآوردهای قهرمانی در عرصه بین‌المللی سومو می‌توان به قهرمانی تیم ملی ایران در بازی‌های نخبگان جهان – کِمِر ۲۰۱۷ اشاره نمود که در آن ۱۰ مدال (۲ طلا، ۴ نقره و ۴ برنز) کسب شد. همچنین در مسابقات قهرمانی جهان – اوزاکا ۲۰۱۹ تیم ملی سومو موفق به کسب یک عنوان چهارمی گردید و برای نخستین‌بار به دریافت سهمیه ورلدگیمز (بازی‌های جهانی) ۲۰۲۲ بیرمینگهام ایالات متحده آمریکا در دسته ۸۵- کیلوگرم نائل آمد. علاوه بر این ملی پوشان کشورمان در بیست و یکمین دوره مسابقات قهرمانی جهان - اولانباتور ۲۰۱۶ موفق به کسب یک عنوان پنجمی در دسته ۱۱۵- کیلوگرم و در بیست و دومین دوره مسابقات قهرمانی جهان – تائویوان ۲۰۱۸ موفق به کسب عنوان پنجمی در جدول تیمی گردیدند. کسب ۲ مدال برنز در مسابقات قهرمانی آسیا اولانباتور و تائویوان هم از دیگر دستآوردهای سومو ایران در مدال‌آوری بین‌المللی بوده‌اند.
اعضای کمیته مؤسس سومو ایران تا پایان سال ۱۴۰۰ شمسی، ضمن شرکت در ۵ دوره داوری بین‌المللی سومو، در ۱ رویداد آسیایی و ۳ رویداد جهانی به عنوان سرداور، داور وسط و داور کنار قضاوت نموده‌اند. از مهم‌ترین دستآوردهای این حوزه نیز می‌توان به قضاوت بنیان‌گذار سومو ایران در فینال بیست و سومین دوره مسابقات قهرمانی سومو جهان – اوزاکا ۲۰۱۹ اشاره نمود که منتج به دریافت سهمیه ورلدگیمز (بازی‌های جهانی) ۲۰۲۲ گردید. این رخداد به دلیل انتخاب تنها ۱۸ داور ممتاز جهانی از پنج قاره توسط آی. اِف. اِس. به منظور قضاوت در ورلدگیمز بیرمینگهام ایالات متحده آمریکا حائز اهمیت می‌باشد.
مقامات ارشد سومو کشور ایران نیز در از طریق ابزار دیپلماسی، هم‌اکنون دارای ۲ کرسی بین‌المللی شامل عضویت در هیئت اجرایی فدراسیون سومو آسیا و نیز عضویت در کمیته مبارزه با دوپینگ فدراسیون بین‌المللی سومو (آی. اِف. اِس) می‌باشند.